# Julio Roberto Salazar Ferro
Julio Roberto Salazar Ferro (Chiquinquirá, 3 de octubre de 1903-Bogotá, 17 de julio de 1972) fue un exdirigente gaitanista quien presidió la Asamblea Nacional Constituyente y Legislativa creada por el Acto Legislativo 2 de 1954 de 13 de diciembre expedido por la Asamblea Nacional Constituyente.

## Estudios
Estudió Derecho en la Sede Principal de la Universidad Libre (Colombia), de la cual se graduó en 1925, año en que también se graduaron Alejandro Copete Mafla, Luis Andrés Gómez Santos, Edgardo Manotas Wilches y Sofonías Yacup.

## Pidiendo la dimisión del Presidente de la República
Con Luis Cano, Alfonso Araujo, Alfonso Aragón, Plinio Mendoza Neira, Carlos Lleras Restrepo, Roberto Paris, Jorge Padilla y Darío Echandía fue a recomendarle a Mariano Ospina Pérez dimitir a su cargo en favor de los nombrados el 9 de abril de 1948 con motivo del asesinato de Jorge Eliécer Gaitán.

## Balacera en la Cámara de Representantes
El 7 de septiembre de 1949 los conservadores tenían planeado asesinar al representante Julio Roberto Salazar Ferro, según Carlos Lleras de la Fuente

La idea que tenían los godos era matar a Julio Roberto. Eran como las nueve y media de la noche y mi papá me dijo: «Van a matar a Julio Roberto. Es necesario avisarle. Yo llamé a la Cámara, pero allá me dijeron que no podía pasar. Mi papá entonces cogió el teléfono, se comunicó con alguien de la bancada liberal y le ordenó: “Dígale a Julio Roberto que le prohíbo terminantemente que responda a los insultos y amenazas. Que no se pare a hablar porque lo van a matar”».
Alfonso Cuellar Solano

Después de varios episodios, estando en sesión permanente al amanecer del 8 de septiembre de 1949, vino la balacera protagonizada por los representantes a la cámara conservadores Carlos del Castillo Isaza (quien inició asesinando al representante liberal Gustavo Jiménez Jiménez de un tiro en el corazón), el general Amadeo Rodríguez, Ricardo Silva Valdivieso, Carlos Augusto Noriega y Daniel Lorza Roldán.

## Delegado a la Conferencia Interamericana de Río de Janeiro
Entre el 15 de agosto y el 2 de septiembre de 1947 se reunió en Río de Janeiro la Conferencia Interamericana para el Mantenimiento de la Paz y la Seguridad del Continente. Los delegados por Colombia fueron Julio Roberto Salazar Ferro acompañado de Domingo Esguerra (Ministro de Relaciones Exteriores), Gonzalo Restrepo Jaramillo (Embajador Extraordinario y Plenipotenciario ante los Estados Unidos de América), Antonio Rocha (Presidente del Consejo Directivo de la Unión Panamericana), Eduardo Zuleta Angel (Ministro de Educación), Francisco Umaña Bernal (Embajador Extraordinario y Plenipotenciario ante los Estados Unidos de Brasil), Juan Uribe Cualla (Senador de la República), Augusto Ramírez Moreno (Miembro del Congreso Nacional) y José Joaquín Caicedo Castilla (Delegado de Colombia en la Comisión Jurídica Interamericana).

## Asamblea Nacional Constituyente
Gustavo Rojas Pinilla nombró a Julio Roberto Salazar Ferro, en reemplazo de Jorge Uribe Márquez, como diputado Suplente a la Asamblea Nacional Constituyente el 5 de agosto de 1954.